# Mount Petrides
Mount Petrides ist ein Berg im westantarktischen Marie-Byrd-Land. In den McDonald Heights ragt er im Süden der Erickson Bluffs oberhalb der Einmündung des Kirkpatrick-Gletschers in den Hull-Gletscher auf halbem Weg zwischen dem Oehlenschlager Bluff und Mount Sinha auf.
Der United States Geological Survey kartierte ihn anhand eigener Vermessungen und Luftaufnahmen der United States Navy zwischen 1959 und 1965. Das Advisory Committee on Antarctic Names benannte den Berg 1974 nach George A. Petrides, Mitglied der Mannschaft auf der USCGC Southwind, die in den Jahren 1971 und 1972 Populationsstudien von Robben, Walen und Vögeln im Gebiet der Bellingshausen- und der Amundsen-See durchgeführt hatte.